# Distrito de Huancaya
El distrito de Huancaya es uno de los  treinta y tres que conforman la provincia de Yauyos, ubicada en el departamento de Lima en el Perú. Se halla en la circunscripción del Gobierno Regional de Lima-Provincias. 
Desde el punto de vista jerárquico de la Iglesia católica, forma parte de la Prelatura de Yauyos.

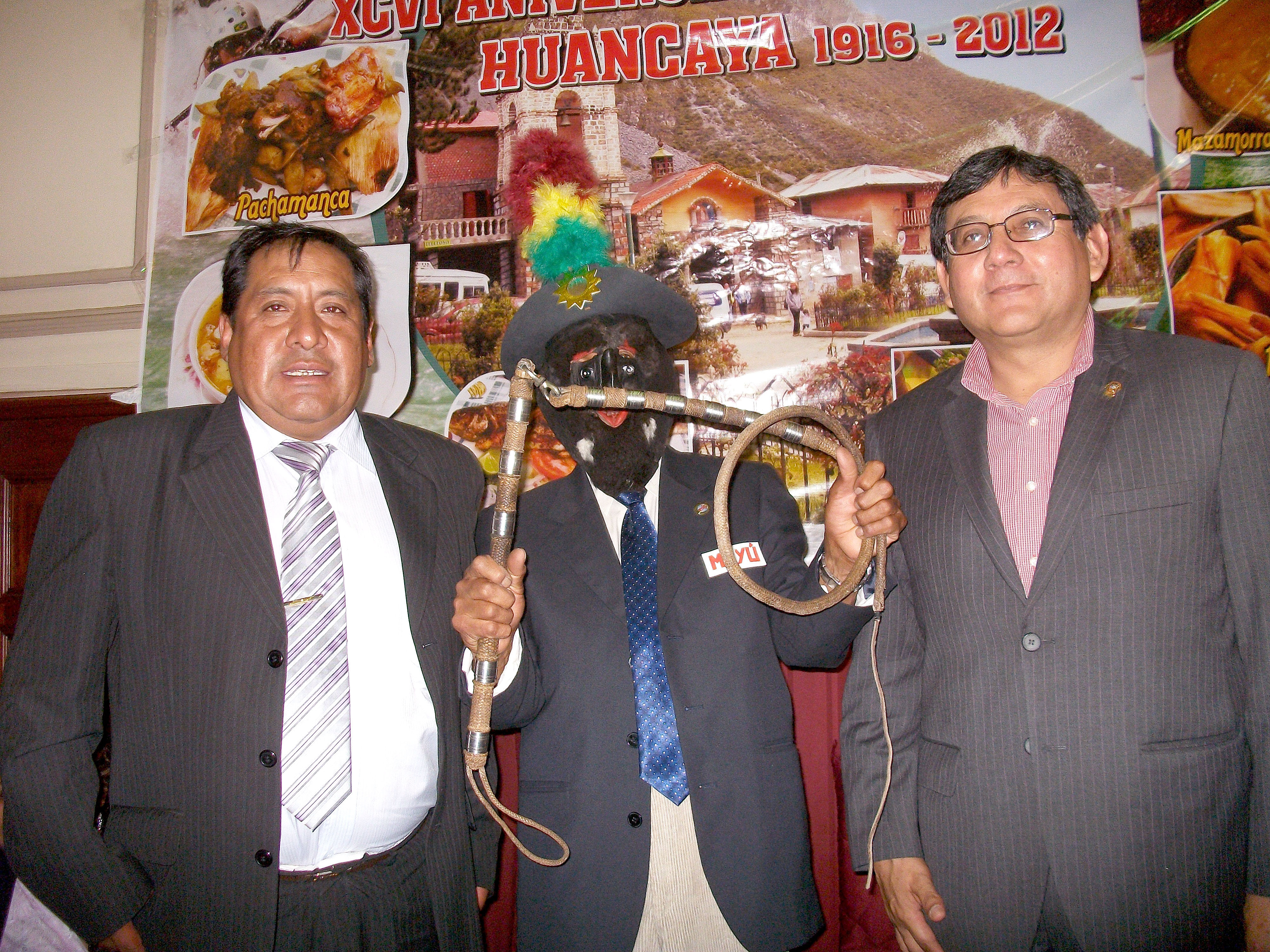
Congresista de la República Angel Neyra Olaychea y el alcalde de Huancaya Isaías Ravichagua Bejarano (2012)

## Historia
El distrito fue creado mediante Ley N.º 2189 del 15 de noviembre de 1915, en el gobierno del Presidente José Pardo y Barreda.

## Geografía
Tiene una superficie de 283,6 km². Su capital es el poblado de Huancaya. Huancaya está ubicada a 3500 m s. n. m. perteneciente al piso altitudinal de Suni. Ubicada a orillas del río Cañete donde se forman unas hermosas lagunas esmeraldas donde abundan truchas y diversas aves. Pueden verse caballos, llamas, vacas y ganados varios.

## Autoridades

### Municipales
- 2019 - 2022
  - Alcalde: Heraclio Lidio Sandoval Casas, Movimiento Fuerza Regional.
- 2015 - 2018[2]
  - Alcalde: Higinio Dionicio Chipana Ravichagua, Movimiento Patria Joven (PJ).
  - Regidores: Amarildo Galdino Pérez Trigos (PJ), Amarildo Galdino Pérez Trigos (PJ), Margarita Matos Santos (PJ), Nelly Alcira Lara de Alejandro (PJ), Iván René Flores Ravichagua (PJ), Waldir Matos Zenteno (Justicia y Capacidad).
- 2011 - 2014[3]
  - Alcalde: Isaías Néstor Ravichagua Bejarano, Movimiento Concertación para el Desarrollo Regional (CDR).
  - Regidores: Caytano Alberto Vilca Rivera (PPC), Pedro López Mendoza (PPC), Jessica Janeht Inga Barreto (PPC), Rufina Anita Romero Martínez (PPC), Abdón Cecilio López López (Concertacion para el Desarrollo Regional).
- 2007 - 2010
  - Alcalde: Abanto Justo Miranda Ravichagua, Movimiento Concertación para el Desarrollo Regional (CDR).
- 2003 - 2006[4]
  - Alcalde: Cinecio Enrique Vílchez Sotelo, Agrupación independiente Unión por el Perú - Frente Amplio.
- 1999 - 2002
  - Alcalde: Walter Felipe Giles Ravichagua, Movimiento independiente Somos Perú.
- 1996 - 1998
  - Alcalde: Abanto Justo Miranda Ravichagua, Lista independiente N.º 9 Cambio 95.
- 1993 - 1995
  - Alcalde: Eugenio Fernández Salhuana, Lista independiente Unidad Regional de Integración Huancaya (URI).
- 1990 - 1992
  - Alcalde:  .
- 1987 - 1989
  - Alcalde: Pedro Urbano Vílchez Sotelo, Frente electoral Izquierda Unida.
- 1986 
  - Alcalde: Apolinario Salazar Giles, Partido Aprista Peruano.
- 1982 - 1983
  - Alcalde: Honorato Lara Palomares,  Partido Acción Popular.

### Policiales
- Comisaría de Huancaya
  - Comisario: Mayor PNP.[5]

### Religiosas
- Prelatura de Yauyos[6]
  - Obispo Prelado: Mons. Ricardo García García.[7]
- Parroquia San Lorenzo - Alis[8]
  - Párroco: Pbro. Edgar Romero Basurto (989830074)
  - Vicario parroquial: Pbro. Luis Apolinario Aroquipa.

## Educación

### Instituciones educativas
- I.E

## Festividades
Fiesta de San Juan Bautista

## Atractivos turísticos
Toda la zona está dominada por la belleza del río que forma un sinfín de lagunas saltos de agua consecutivos.
Huancaya está en el centro de una zona que ha sido declarada Reserva Paisajística (junto con Vilca y Vitis, entre otros) formando la Reserva Paisajística Nor Yauyos-Cochas y está considerado uno de los lugares más bellos del Perú.
Sus principales atractivos son la cascada de Cabrachanca, las Cascadas y lagunas de Carhuayno, la Laguna de Huallhua, la laguna de Chuchupasca los que fueron descritos por primera vez en los 80's en los reportes de viaje de Daniel López Mazzotti quien la describió como "el paisaje más bello del Perú"